# Tenpe Wangchuk
Lopsang Palden Chökyi Drakpa Tanpe Wangchuk var den åttonde inkarnationen av Panchen Lama i Gelug-sekten i den tibetanska buddhismen.
Tenpe Wangchik var son till Tendzin Wangyel och Trashi Lhamo och fördes 1857 till Tashilhünpo som Tenpe Nyimas reinkarnation. Han besteg tronen 1860 och tog sina fullständiga klosterlöften 1877. Han gav den trettonde Dalai Lama sin första tonsur 1878. Tampe Wangchuks litterära kvarlåtenskap omfattar cirka tre medelstora band.